# Polyommatus pulcherrima
Polyommatus pulcherrima är en fjärilsart som beskrevs av Ruggero Verity 1919. Polyommatus pulcherrima ingår i släktet Polyommatus och familjen juvelvingar. Inga underarter finns listade i Catalogue of Life.